# Huerto Familiar
Huerto Familiar är en ort i Mexiko.   Den ligger i kommunen Cozumel och delstaten Quintana Roo, i den östra delen av landet, 1 300 km öster om huvudstaden Mexico City. Huerto Familiar ligger 8 meter över havet och antalet invånare är 104. Den ligger på ön Isla Cozumel.
Terrängen runt Huerto Familiar är mycket platt. Havet är nära Huerto Familiar åt nordväst. Runt Huerto Familiar är det ganska tätbefolkat, med 139 invånare per kvadratkilometer. Närmaste större samhälle är San Miguel de Cozumel, 4,0 km nordost om Huerto Familiar. 